# The Ultimate Fighter 26 Finale
The Ultimate Fighter 26 Finale（ジ・アルティメット・ファイター・トゥエンティシックス・フィナーレ、別名The Ultimate Fighter: A New World Champion Finale）は、アメリカ合衆国の総合格闘技団体「UFC」の大会の一つ。本大会はリアリティ番組「The Ultimate Fighter」シーズン26のフィナーレとして、2017年12月1日、ネバダ州ラスベガスのパークシアターで開催された。

## 大会概要
The Ultimate Fighter 26トーナメント決勝戦が初代UFC世界女子フライ級王座決定戦として組まれ、ニコ・モンターニョがロクサン・モダフェリを降して初代王者となった。
ショーン・オマリー、バーブ・ホンチャックがUFCに初出場した。

## 試合結果

### アーリープレリム
第1試合 女子フライ級 5分3R
○  ジリアン・ロバートソン vs.  エミリー・ウィットマイアー ×
1R 2:12 腕ひしぎ十字固め

### プレリミナリーカード
第2試合 女子フライ級 5分3R
○  シェイナ・ドブソン vs.  アリエル・ベック ×
2R 2:53 TKO（右フック）
第3試合 58.9kg契約 5分3R
○  レイチェル・オストビッチ vs.  カリーン・ゲボルグヤン ×
1R 1:40 腕ひしぎ十字固め
※ゲボルグヤンの体重超過によりフライ級から変更
第4試合 ミドル級 5分3R
○  ライアン・ジェーンズ  vs.  アンドリュー・サンチェス ×
3R 0:59 TKO（パウンド）
第5試合 女子フライ級 5分3R
○  モンタナ・デ・ラ・ロサ vs.  クリスティーナ・マークス ×
1R 2:00 腕ひしぎ十字固め

### メインカード
第6試合 バンタム級 5分3R
○  ブレット・ジョーンズ vs.  ジョー・ソト ×
1R 0:30 カーフスライサー
第7試合 女子フライ級 5分3R
△  ディアナ・ベネット vs.  メリンダ・ファビアン △
3R終了 判定1-0（29-27、28-28、28-28）
第8試合 ミドル級 5分3R
○  ジェラルド・マーシャート  vs.  エリック・スパイスリー ×
2R 2:18 KO（左ミドルキック）
第9試合 女子フライ級 5分3R
○  ローレン・マーフィー vs.  バーブ・ホンチャック ×
3R終了 判定2-1（29-28、28-29、29-28）
第10試合 バンタム級 5分3R
○  ショーン・オマリー vs.  テリオン・ウェア ×
3R終了 判定3-0（29-28、29-28、29-28）
第11試合 UFC世界女子フライ級王座決定戦 決勝 5分5R
○  ニコ・モンターニョ vs.  ロクサン・モダフェリ ×
5R終了 判定3-0（50-45、49-46、49-46）
※モンターニョが王座獲得に成功

### 各賞
ファイト・オブ・ザ・ナイト： ニコ・モンターニョ vs. ロクサン・モダフェリ
パフォーマンス・オブ・ザ・ナイト： ジェラルド・マーシャート、ブレット・ジョーンズ
各選手にはボーナスとして5万ドルが授与された

### カード変更
負傷などによるカードの変更は以下の通り。